# Adolf Severin Jensen
Adolf Severin Jensen (Slangerup, 23 mei 1866 - Kopenhagen, 29 augustus 1953) was een Deens zoöloog, ichtyoloog en malacoloog. 
Hij onderzocht vooral de fauna van Groenland. Hij beschreef vissen en weekdieren die waren verzameld op de Deense "Ingolf"-expeditie van 1895-96 rond de Faeröer, IJsland en Groenland. Hij leidde in 1908 en 1909 zelf de "Tjalfe"-expeditie in de zee rond Groenland, die zowel wetenschappelijk als praktisch van opzet was; een van de doelstellingen was het potentieel van commerciële visvangst in Groenland te bepalen. Hij adviseerde van toen af de Deense regering over de visserijproblematiek van Groenland. Hij werd curator aan het zoölogisch museum van de universiteit van Kopenhagen en was er van 1917 tot 1937 hoogleraar zoölogie.
Hij beschreef onder meer de roggensoort Bathyraja spinicauda en de vissen Triglops nybelini, Lycenchelys kolthoffi en Lycodes squamiventer. Jensens rog (Amblyraja jenseni) is naar hem genoemd.
In Groenland is Ad. S. Jensen Land naar hem genoemd. Dit (schier)eiland ligt aan de noordoostelijke kust van Groenland, aan de zuidkant van Dove Bugt (76° 06′ NB, 21° 08′ WL ). In Nuuk, de hoofdstad van Groenland, draagt een straat (de Adolf Jensensvej) zijn naam.